# Campyloderes adherens
Campyloderes adherens är en djurart som tillhör fylumet pansarmaskar, och som beskrevs av Nyholm 1947. Campyloderes adherens ingår i släktet Campyloderes och familjen Centroderidae. Arten är reproducerande i Sverige. Inga underarter finns listade i Catalogue of Life.